# Steno Marcegaglia
Steno Marcegaglia est né le 9 août 1930 à San Giovanni Ilarione, petite bourgade de la province de Vérone, dans le nord de l'Italie et est décédé le 10 septembre 2013 à Milan.
Entrepreneur émérite, il fonda la société qui porte son nom Marcegaglia SpA en 1959 et en fera un des tout premiers groupes au monde de sa spécialité, les tubes et produits en acier inoxydable. En 2002, il s'est vu décerner le titre d'Ingénieur Honoris Causa  en génie des matériaux par l'École polytechnique de Milan. Il a été décoré de l'Ordre du Mérite du travail le 2 juin 1992.

## Biographie
Né au sein d'une famille très modeste, son père était un menuisier émigré en Afrique. À la fin des années 1930, alors qu'il n'avait pas encore dix ans, il viendra seul à Turin poursuivre ses études au collège "Tre Gennaio". En 1943, les cours sont suspendus en raison des bombardements répétés sur la ville de Turin.
En 1948, à la fin de ses études, il est géomètre. (NdR : le titre de géomètre italien n'a rien à voir avec la spécialité française de géomètre qui assure les relevés topographiques. Ce diplôme correspond à un niveau Bac+2 généraliste qui est complété par une année de spécialité : construction bâtiment, mécanique, finance, économie, banque, etc.). Il commence sa vie professionnelle au sein de l'organisation des paysans "Alleanza Contadini" comme représentant du syndicat professionnel intervenant dans les conflits avec les propriétaires fonciers.
Steno Marcegaglia s'est marié avec Palmira Bazzani et ont eu deux enfants, Antonio et Emma. Cette dernière a occupé la charge de Présidente de la Confindustria de 2008 à 2012, le syndicat patronal italien, le MEDEF français.
Il est décédé le 10 septembre 2013 à 83 ans, dans un hôpital milanais où il avait été admis à la suite d'une chute.

### Entrepreneur
En 1959, à Gazoldo degli Ippoliti, petit village de la province de  Mantoue, au sud de la Lombardie, il crée un atelier de production de "ronds à béton", les aciers pour les ouvrages en béton armé. Il développe sa production avec des fours électriques. Il se diversifie très vite en ouvrant peu après un laboratoire pour produire des profilés en acier pour les stores extérieurs et intérieurs.
Steno Marcegaglia est resté, jusqu'à son décès, Président et Administrateur Délégué (le Directeur Général français) de sa holding financière Marfin Srl et de son groupe Marcegaglia S.p.A. et de toutes ses filiales.

### Le kidnapping
Le 15 octobre 1982, Steno Marcegaglia fut enlevé. Il réussit à s'évader après 51 jours de captivité dans la région de Naples. Il sera à nouveau repris par ses ravisseurs et sera libéré peu après par les services de la police italienne.

## Autres fonctions
Il a fait partie du Conseil d'Administration de la "Banca Agricola Mantovana".

## Distinctions
- - Ordre du mérite du travail[6]
- Commandeur de l'Ordre de la Couronne du Royaume de Belgique

- En 1995, médaille d’or “Anita Garibaldi”, remise par Luiz Enrique Da Silveira, gouverneur de l'État de Santa Catarina au Brésil.

- En 2002, l'École polytechnique de Milan lui décerne le titre d'Ingénieur Honoris Causa en génie des matériaux.

## Procédures judiciaires
- Le 13 décembre 2006, le tribunal de Brescia a condamné Steno Marcegaglia, défendeur dans le procès Italcase-Bagaglino, à 4 ans et un mois pour l'infraction de faillite préférentielle et interdit de fonction publique pendant 5 ans. Grâce à une remise de peine, la condamnation a été réduite à 3 ans[7].
- Il a été pleinement acquitté en appel par la Cour d'Appel de Brescia le 11 mai 2009[8],[9].